# 张曙光 (1966年)
张曙光（1966年9月—），男，安徽涡阳人，中华人民共和国政治人物。安徽农学院毕业，安徽农业大学农经管理专业在职研究生学历。

## 生平
1985年6月加入中国共产党。1988年7月参加工作，任安徽农学院牧医系辅导员、助教。1991年7月，任安徽农学院团委副书记（副科）。1992年12月，任安徽农业大学（安徽农学院）团委副书记（正科）。
1997年1月，任阜阳市对外贸易经济委员会副主任（其间：1994年9月至1997年7月，在安徽农业大学农经管理专业在职研究生学习）。2001年2月，任中共阜阳市颍泉区委副书记、代区长（4月当选区长）。2003年10月，任池州市副市长。2006年9月，任中共池州市委常委、副市长。2008年9月，任中共池州市委副书记，市委党校校长。2010年11月，任中共宿州市委副书记、副市长、代理市长（2011年1月当选市长）。2013年6月，任中共宿州市委书记。
2016年9月，任安徽省人民政府副省长。